# Mastigodryas cliftoni
Mastigodryas cliftoni là một loài rắn trong họ Rắn nước. Loài này được Hardy mô tả khoa học đầu tiên năm 1964.